# László Fidel
László Fidel (n. 29 iunie 1965, Vác, Pesta, Ungaria) este un caiacist ce a reprezentat Ungaria, medaliat olimpic. A participat la o ediție a Jocurilor Olimpice (1992) în care a câștigat o medalie de argint.